# Welland

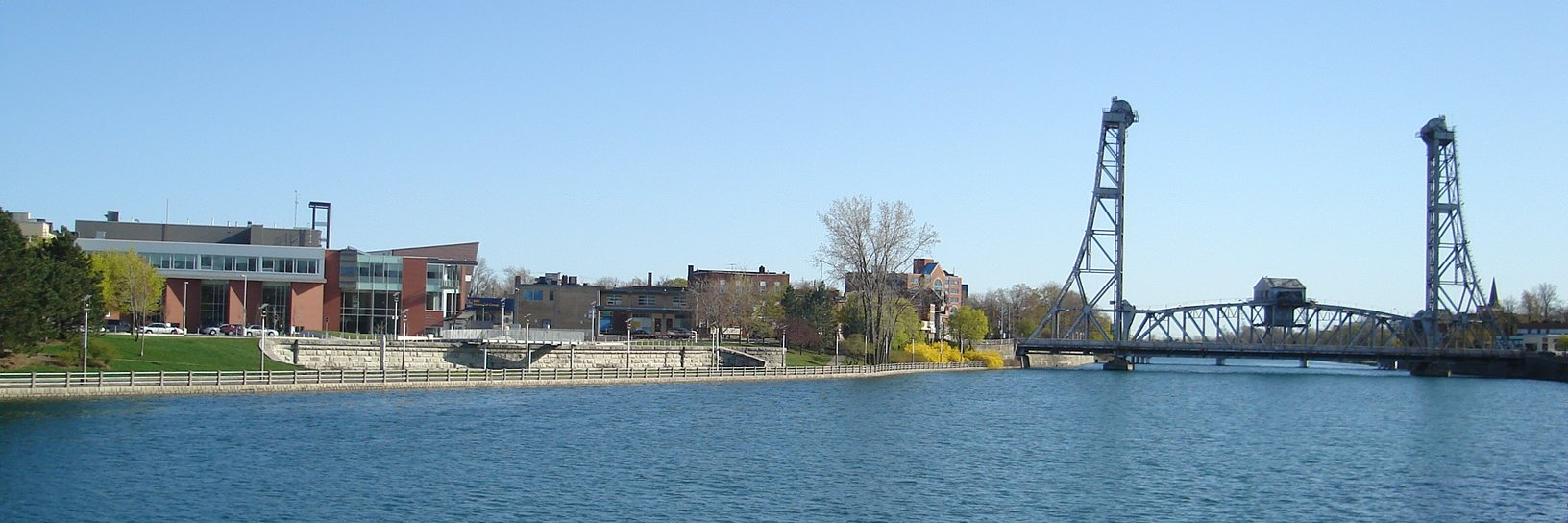
Baixa de Welland

Welland é uma cidade do Canadá, província de Ontário. Sua população é de 48 402 habitantes (do censo nacional de 2001). A leste, fica a cidade de Niagara Falls.